# Neřež
Neřež je česká folková skupina. Vznikla kolem Zdeňka Vřešťála a Víta Sázavského (oba známí z kapely Nerez) koncem roku 1997 jako pokračování Kapely, která od vydání Divného století (1996) doprovázela na koncertech Jaromíra Nohavicu (viz deska Jaromír Nohavica & Kapela: Koncert, 1998).
První deska nově vzniklé skupiny se jmenovala Neřež a vyšla v roce 1998. Obsahuje písničky Zdeňka Vřešťála (včetně Já s tebou žít nebudu z repertoáru Nerezu v novém aranžmá) a píseň Ženy Jaromíra Nohavici, který ji na desce také zpívá (tato píseň o pět let později vyšla v jiné verzi na Nohavicově albu Babylon). Neřež kromě Vřešťála a Sázavského tvořili Martina Fialová, Vladislava Hořovská, Filip Jelínek a David Uher.
Dalším členem Neřež se poté stal Miroslav Chyška a vzniklo album Nebezpečný síly. Pak ale došlo k výrazné obměně skupiny, do Neřež přišla Magdaléna Škardová se svými písničkami a bubeník Pavel Plánka (mj. také bývalý člen Nerez, Nohavicovy Kapely a host na prvním albu Neřež). Ze staré sestavy v Neřež zůstali pouze Vřešťál se Sázavským. Po vydání alba Ještě jednou se ale tato sestava rozpadla a zakladatelské duo doplnili baskytarista Filip Benešovský, opět David Uher a od roku 2005 také písničkář Raven. V této sestavě vzniklo páté album skupiny Slavná věc, které vyšlo na podzim roku 2007. Pilotní píseň byla vydána v roce 2006 na výběrové kompilaci Zdeňka Vřešťála Do posledního dechu.
Skupina Neřež také působí jako doprovodná kapela Marie Rottrové, vystupovala s ní i Klára Vytisková, příležitostně s Neřež vystupuje i historicky první slovenská Superstar Katarína Koščová. V současnosti hraje Neřež ve složení Zdeněk Vřešťál, Vít Sázavský, Robert Fischmann a Filip Benešovský (s alternací Miloš Klápště).

## Diskografie
- Neřež, Monitor Records, 1998
- Nebezpečný síly, Monitor Records, 1999
- Ještě jednou, BMG, 2001
- Jednou měř, dvakrát Neřež + bonusový disk Nášup, Indies Records, 2004
- Slavná věc, Jiný břeh (vlastní náklad), 2007 – „vánoční“ album
- Kolektivní vina, 2011
- Vlakem na Kolín, 2012 (s Katarínou Koščovou)
- Jen blázni překročí svůj stín, 2015
- 20 let Neřež, 2018 (2CD, na prvním CD reedice alba Nebezpečný síly + bonusy)

Skupina Neřež také hraje na samplerech Havěť všelijaká (2005) a 50 miniatur (2007).